# Kay Hagan
Kay Ruthven Hagan, född 26 maj 1953 i Shelby i North Carolina, död 28 oktober 2019 i Greensboro i North Carolina, var en amerikansk advokat, bankchef och demokratisk politiker. Hon representerade delstaten North Carolina i USA:s senat från 6 januari 2009 till 3 januari 2015.
Hagan avlade 1975 kandidatexamen vid Florida State University. Hon avlade 1978 juristexamen vid Wake Forest University. Hon arbetade därefter för Nations Bank fram till 1988. Hon blev 1998 invald i delstatens senat i North Carolina och satt där i tio år.
Hagan besegrade sittande senatorn, republikanen Elizabeth Dole i kongressvalet i USA 2008. Det var första gången en kvinnlig kandidat besegrade en kvinnlig sittande senator i ett amerikanskt senatsval.  
Hon besegrades av utmanaren Thom Tillis i mellanårsvalet i USA 2014.
Hagans morbror Lawton Chiles var senator för Florida 1971-1989. Hagan och hennes man Chip hade tre barn: Tilden, Jeanette och Carrie.

## USA:s senat

### Senatsvalet 2008
I valet i november vann Hagan med 53 procent av rösterna mot Elizabeth Doles 44 procent. Hennes seger gav tillbaka den plats som en gång hade innehafts av Jesse Helms till demokraterna. Helms hade vunnit platsen 1972 och efterträddes av Dole 2003.

### Senatsvalet 2014
Hagan ställde upp för omval 2014. Fiscal Times rapporterade att Hagan gynnades av ett presidentval, med dess högre valdeltagande, 2008 och att utan ett 2014 verkade valet vara femti-femti.
Hagan hade varit målet för många negativa annonser som betalats av Americans for Prosperity, som hade spenderat över 7 miljoner dollar på valet i slutet av mars 2014. Hon stöddes av vicepresident Joe Biden. Hagan förlorade mot republikanen Thom Tillis.